# Dhárana
A dhárana (szanszkrit: धारणा, kiejtve: dháraná) a jógában használt fogalom, jelentése: koncentráció. A szó a dhri igei gyökből ered, aminek jelentése: "tartani", "megragadni". A meditáció első fázisa.
A dháraná szellemi összpontosítás; olyan meditáció, amelyben a tudatnak az a mértékű fegyelme valósul meg, hogy a figyelem tartósan, egyetlen érzelmileg közömbös dologra irányul, miközben az egyéb zavaró tudattartalmak, indíttatások (szanszkárák) fokozatosan elcsillapodnak.
A sok téves magyarázattal szemben a koncentráció nem a tekintetnek, a figyelemnek vagy a gondolkodásnak az irányítását jelenti, hanem magának a tudatnak a megnyugvását, még pontosabban a tudat önmagában honoló szakrális "ürességének" megtartását, amely állapot mentes minden külső, vagy belső zavaró tényezőtől. Patandzsali Jóga-szútrái szerint: "A tudat egy pontban való megrögzítése a dháraná" (désa-bandha-csittaszja dháraná).
A Trisíkhi-Bráhmana-upanisád megfogalmazásában: "A koncentráció tudománya a tudat mozdulatlanságban való megtartása" (csittaszja níscsalí-bhávo dháraná dháranam vidhuh 31.). A tökéletes koncentráció végrehajtásának szempontjából tehát teljesen mellékesnek tekinthető, hogy a jógi tekintete mire és hová irányul, hiszen a legfontosabb kérdés már tisztázott: a tudat nyugalmát kell megőrizni. Szemléletesen fejezi ki az eddig mondottakat az egyik upanisad-szöveg: "Amikor a szemlélet ereje befelé fordul, miközben a fizikai szem rebbenés nélkül kifelé tekint, megvalósul valamennyi tantra rejtett tudása. Aki ezt tudja, nem marad többé az anyag korlátai között."
A dháranát sokan összetévesztik a tétlenséggel, holott ennek éppen az ellenkezője felel meg a valóságnak. A koncentráció olyan belső tudati éberséget eredményez, amely sokszorosára fokozhatja az átlagos körülmények között tapasztalható tudati képességeket. A koncentráció a tudat kreatív-teremtő folyamatait is fokozza. A dháraná az önátalakító műveletsoron belül a jógi sajátos életformájává kell, hogy váljék. A folyamatos gyakorlás pedig eredményezni fogja a sajátos tudati visszajelzést.
Az ismert történet szerint az egyik buddhista szerzetest éppen a halállal, az élet mulandóságával összefüggő meditáció végzése közben zavarta meg egy váratlan látogató. Később, amikor a szerzetes mindennapos tevékenysége alkalmával találkozott össze a bájos, fiatal nővel, testi szemeivel most sem látott mást, mint egy előtte megálló emberi csontvázat. Természetesen ez egy szélsőséges példa, de azért megfelelően érzékelteti annak a meditációs iskolának a gyakorlati oldalát, amely idegenkedve tekint a test szépségére, a világ által nyújtott gyönyörökre.
A Máhábhárata tengeren hánykolódó, a vihar által megtépázott csónakhoz hasonlítja a sikertelen koncentrációt, mert hiszen ilyen is van; a külsőségeiben hibátlanul végrehajtott és megteremtett kedvező körülmények (padmászana, füstölő stb.) nem biztosítják, csak elősegíthetik az eredményességet. A dháraná által életre hívott tudatállapot a magasabb szellemi szférák bölcsője: "Az életerő (pavana) fölötti uralom a pránájámával és az érzékek visszahívásával érhető el, így a tudat megpihenhet egy alkalmas helyen (subha-ásraja)".

## Fordítás
- Ez a szócikk részben vagy egészben  a   Dhāraṇā című angol Wikipédia-szócikk fordításán alapul.  Az eredeti cikk szerkesztőit annak laptörténete sorolja fel. Ez a jelzés csupán a megfogalmazás eredetét és a szerzői jogokat jelzi, nem szolgál a cikkben szereplő információk forrásmegjelöléseként.